# Anke Fuchs

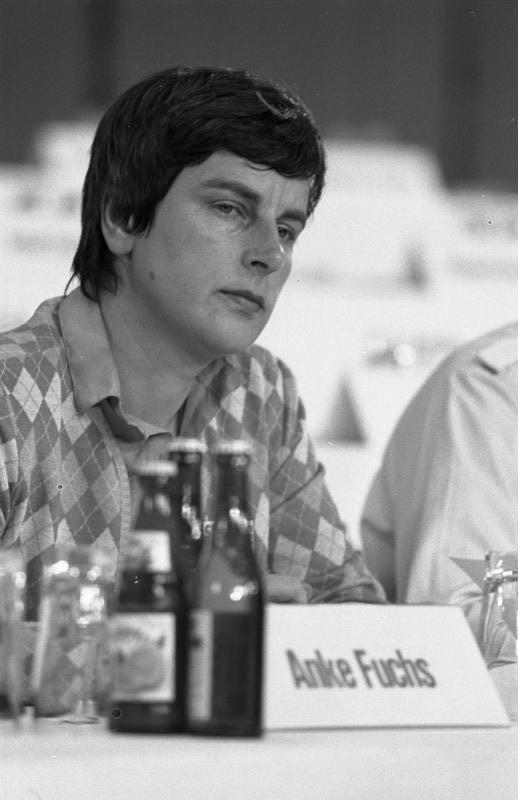
Anke Fuchs, 1982

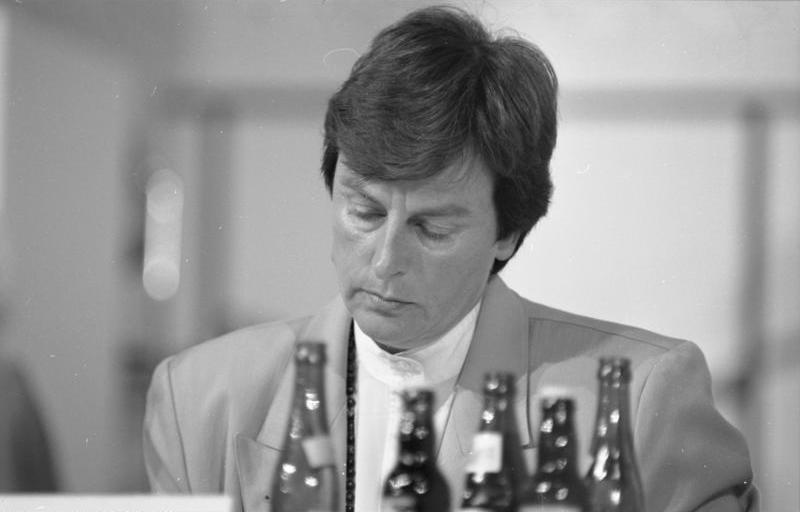
Anke Fuchs 1988 auf dem SPD-Parteitag in Münster

Anke Fuchs, geborene Nevermann (* 5. Juli 1937 in Hamburg; † 14. Oktober 2019 in Wilhelmshaven), war eine deutsche Politikerin (SPD).
Fuchs war von April bis Oktober 1982 Bundesministerin für Jugend, Familie und Gesundheit und von 1998 bis 2002 Vizepräsidentin des Deutschen Bundestages.

## Ausbildung und Beruf
Anke Fuchs war die Tochter des früheren Hamburger Ersten Bürgermeisters Paul Nevermann (SPD). Nach dem Abitur 1956 begann sie ein Studium der Rechtswissenschaft, das sie mit dem Ersten Staatsexamen beendete. 1964 legte sie das Zweite Juristische Staatsexamen ab. Danach war sie bis 1968 Referentin für Arbeitsrecht und Sozialpolitik beim DGB-Bezirk Nordmark. 1971 bis 1977 übernahm sie die Funktion eines geschäftsführenden Vorstandsmitglieds der IG Metall.

## Familie
Anke Fuchs war verheiratet mit dem früheren Bremer Staatsrat Andreas Fuchs und Mutter zweier Kinder, darunter der Hamburger Datenschutzbeauftragte Thomas Fuchs. Ihre Brüder Jan Nevermann (1935–2018) und Knut Nevermann (1944–2024)  traten auch der SPD bei und gingen in die Politik.

## Partei
Seit 1956 war Fuchs Mitglied der SPD. Ab 1979 gehörte sie dem SPD-Bundesvorstand an. Für die Landtagswahl in Niedersachsen am 15. Juni 1986 war sie zunächst als SPD-Spitzenkandidatin im Gespräch. Nachdem allerdings der frühere Juso-Vorsitzende und jüngere Vertreter Gerhard Schröder seine Kandidatur angekündigt hatte und sich dazu der Unterstützung mehrerer Kreisverbände seiner Partei versichert hatte, verzichtete Fuchs. Von 1986 bis 1991 war sie zudem Mitglied im Präsidium der SPD. Vom 15. Juni 1987 bis 1991 war sie als erste Frau Bundesgeschäftsführerin der SPD.
Bei der Wahl des ersten Sächsischen Landtags nach dem Ende der DDR am 14. Oktober 1990 kandidierte sie als Spitzenkandidatin der SPD. Sie war damit die erste Frau, die bei Landtagswahlen in Deutschland an der Spitze einer Volkspartei stand. Anders als ihr CDU-Kontrahent Kurt Biedenkopf, der schon vor dem Mauerfall mehrmals in der DDR weilte und seit April 1990 eine Gastprofessur an der Universität Leipzig innehatte, trat sie in Sachsen erst gut zwei Monate vor der Landtagswahl in Erscheinung. Der Zweitstimmenanteil von 19,1 % ist das bis einschließlich 2024 beste Landtagswahlergebnis der sächsischen SPD seit der Wiedervereinigung.

## Abgeordnete
Als 1971 die Verfassung der Freien und Hansestadt Hamburg derart geändert wurde, dass das Bürgerschaftsmandat von Senatoren fortan ruhte, gelangte sie am 19. Februar 1971 zur Ausübung des Mandats eines Senators in die Hamburgische Bürgerschaft. Sie legte das Mandat jedoch bereits zum 31. Dezember 1971 wegen ihrer Gewerkschaftstätigkeit wieder nieder.
Von 1980 bis 2002 war sie Mitglied des Deutschen Bundestages. Von April 1993 bis Oktober 1998 war sie hier Stellvertretende Vorsitzende der SPD-Bundestagsfraktion. Von Oktober 1998 bis Oktober 2002 bekleidete sie dann das Amt der Vizepräsidentin des Deutschen Bundestages.
Anke Fuchs war 1980 und 1998 als direkt gewählte Abgeordnete des Wahlkreises Köln II und sonst stets über die Landesliste Nordrhein-Westfalen in den Bundestag eingezogen.
Ein Zitat aus ihrer Rede am 12. Dezember 1985 in der 184. Sitzung des Bundestages wurde 1988 von der Popband O.K. für ihre Hitsingle Okay! gesampelt.

## Öffentliche Ämter
Am 26. April 1977 wurde sie zur Staatssekretärin im Bundesministerium für Arbeit und Sozialordnung ernannt.
Nach der Bundestagswahl 1980 wurde sie zur Parlamentarischen Staatssekretärin beim Bundesminister für Arbeit und Sozialordnung berufen.
Im Zuge einer Kabinettsumbildung wurde sie noch kurz vor dem Ende der sozialliberalen Koalition am 28. April 1982 zur Bundesministerin für Jugend, Familie und Gesundheit ernannt. Nach der Wahl von Helmut Kohl zum Bundeskanzler schied sie am 4. Oktober 1982 aus der Bundesregierung aus.

## Gesellschaftliche Ämter
Von 1995 bis 2007 war sie die Präsidentin des Deutschen Mieterbundes. Das Amt hatte auch ihr Vater Paul Nevermann innegehabt. Außerdem war sie von 2003 bis 2010 Vorsitzende der Friedrich-Ebert-Stiftung. Des Weiteren war sie Vorsitzende des Aufsichtsrates der DMB Rechtsschutz-Versicherung AG.

## Veröffentlichungen (Auswahl)
- mit Herbert Ehrenberg: Sozialstaat und Freiheit: von der Zukunft des Sozialstaats. Suhrkamp, Frankfurt am Main 1981, ISBN 3-518-37233-5.
- Anke Fuchs: Mut zur Macht. Selbsterfahrung in der Politik. Hoffmann und Campe, Hamburg 1991, ISBN 3-455-08428-1.
  - Aktualisierte Taschenbuchauflage: Mut zur Macht. Selbsterfahrung in der Politik. Droemer Knaur, München 1993, ISBN 3-426-80018-7.

## Ehrungen
- Verdienstorden der Bundesrepublik Deutschland mit Großem Verdienstkreuz (1986) mit Stern (1997) und Schulterband (2002)
- 2024 wird der Anke-Fuchs-Platz in Köln-Zollstock nach ihr benannt.[5]